# Río Duaba
El río Duaba es un curso de agua del este de la isla de Cuba. Discurre por la provincia de Guantánamo.

## Descripción

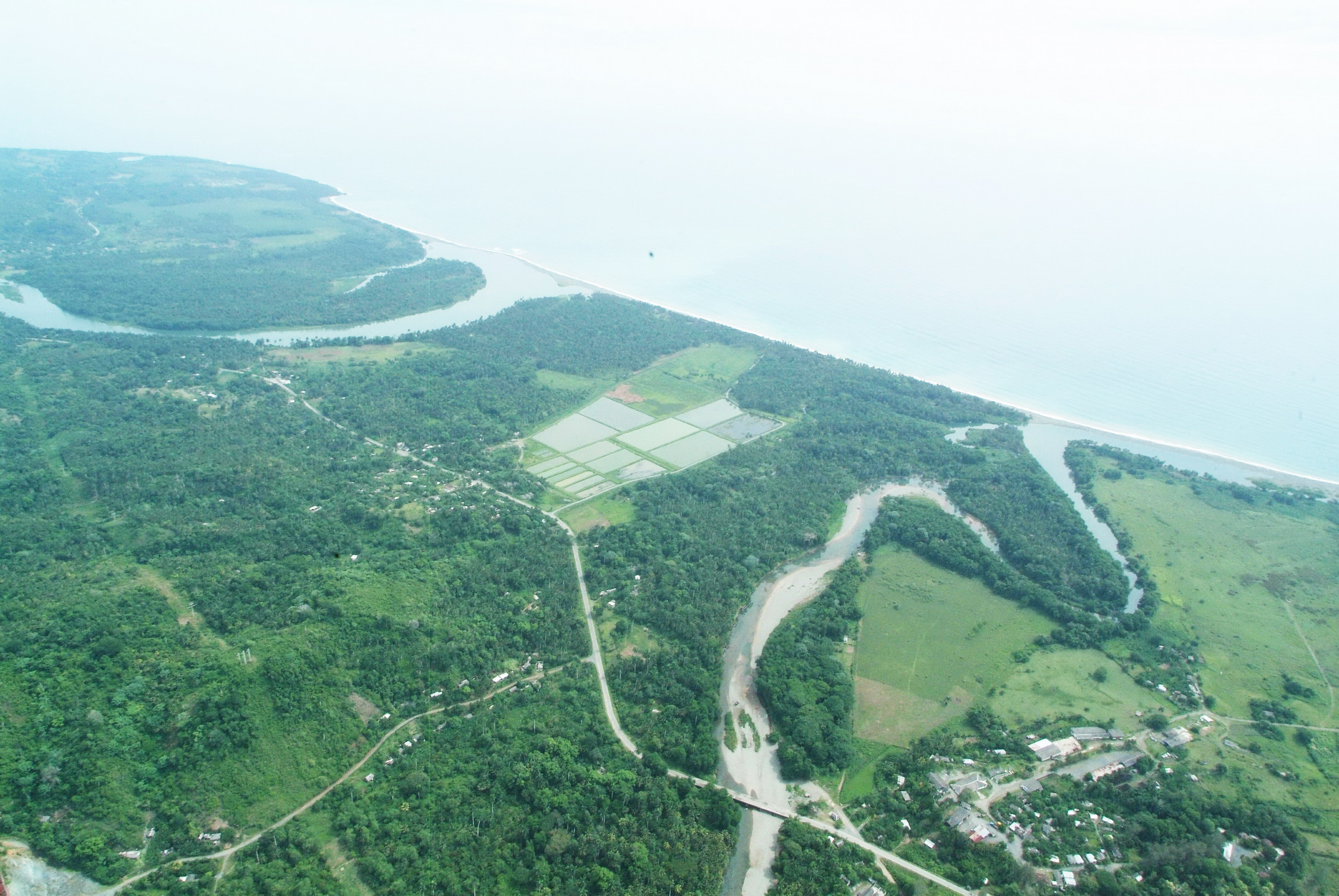
Desembocadura de los ríos Toa (izquierda) y Duaba (derecha)

Baja faldeando la sierra del Yunque, gira al este y termina por desembocar en el Caribe junto a Baracoa. Provee de agua a la ciudad de Baracoa. Aparece descrito en el segundo tomo del Diccionario geográfico, estadístico, histórico, de la isla de Cuba de Jacobo de la Pezuela de la siguiente manera:

Duabo. (rio) Baja faldeando la sierra del Yunque; dobla al E. directamente, y desagua hácia el puerto de Baracoa, no lejos y al N. de la punta de Sotavento. Es una de las aguadas de la ciudad, y corre todo por la J. de Baracoa.
(Pezuela, 1863, p. 246)